# D. J. Cotrona
Pour les articles homonymes, voir Cotrona.
D. J. Cotrona est un acteur américain, né le 23 mai 1980 à New Haven (États-Unis).

## Biographie
D. J. Cotrona est né à New Haven, dans le Connecticut. Sa mère, Sheree, est professeur, et son père, Donald, travaille pour une entreprise de recyclage. Il fait des études de droit à l'université du Nord-Est de Boston pour être avocat mais réalise après sa première année que ce n'est pas sa vocation et se tourne alors vers le métier d'acteur.

### Carrière
Il auditionne pour le rôle de Ryan Atwood dans Newport Beach mais celui-ci est attribué à Benjamin McKenzie. Il est engagé peu après pour un rôle régulier dans Skin mais la série s'arrête rapidement. Il apparaît ensuite dans quelques films ainsi que dans les séries Windfall : Des dollars tombés du ciel et Detroit 1-8-7 et obtient son premier rôle vraiment important dans le film G.I. Joe : Conspiration (2013). En 2014, il tient le rôle principal dans Une nuit en enfer (From Dusk till Dawn: The Series), adaptation télévisée du film Une nuit en enfer qui est renouvelée pour une troisième saison.

### Vie privée
Il est en couple avec l'actrice Eiza González, sa partenaire dans la série Une nuit en enfer jusqu'en juin 2016

## Filmographie

### Acteur

#### Cinéma
- 2005 : Venom : Sean
- 2006 : Love Is the Drug : Lucas Mitchell
- 2010 : Cher John : Noodles
- 2013 : G.I. Joe : Conspiration : adjudant Dashiell « Flint » Faireborn
- 2019 : Shazam! de David F. Sandberg : la forme magique adulte de Pedro Peña
- 2023 : Shazam! La Rage des Dieux de David F. Sandberg : la forme magique adulte de Pedro Peña
- 2023 : Spy Kids: Armageddon de Robert Rodriguez

#### Télévision
- 2003 : New York, unité spéciale : Donovan Alvarez (saison 4, épisode 23)
- 2003 - 2004 : Skin : Adam Roam (6 épisodes)
- 2006 : Windfall : Des dollars tombés du ciel : Sean Falsone (13 épisodes)
- 2010-2011 : Detroit 1-8-7 : inspecteur John Stone (16 épisodes)
- 2014-2016 : Une nuit en enfer (From Dusk till Dawn: The Series) : Seth Gecko (30 épisodes)

### Scénariste
- 2025 : Fight or Flight de James Madigan

## Voix françaises
- Cédric Dumond dans :
  - Windfall : Des dollars tombés du ciel (série télévisée)
  - Detroit 1-8-7 (série télévisée)
  - Une nuit en enfer (série télévisée)
  - Spy Kids: Armageddon
- Eilias Changuel dans :
  - Shazam!
  - Shazam! La Rage des Dieux
- Thibaut Belfodil dans G.I. Joe : Conspiration